# فضای کاربری
یک سیستم‌عامل مدرن، معمولاً حافظه مجازی را به دو بخش فضای هسته و فضای کاربری مجزا می‌کند. این تقسیم‌بندی عمدتاً به خاطر محافظت از داده‌ها و همچنین حفظ صحت عملکرد سیستم در برابر خطاها و اشکالات (با بهبود تحمل خطا) و همچنین رفتار مخرب (با فراهم کردن امنیت) است.

## فضای هسته
فضای هسته صرفاً برای اجرا کردن هسته ممتاز، افزونه‌های هسته (ماژول‌ها)، و گرداننده‌های دستگاه رزرو شده‌است. در مقابل، فضای کاربری به قسمتی از حافظه سیستم گفته می‌شود که برنامه‌های کاربردی و برخی از درایورها در آن اجرا می‌شوند.

## فضای کاربری
به تمامی کدهایی که خارج از هسته سیستم‌عامل در حال اجرا شدن هستند، اصطلاح یوزرلند (به انگلیسی: Userland) یا فضای کاربری گفته می‌شود. فضای کاربری معمولاً اشاره به برنامه‌های گوناگون و کتابخانه‌هایی دارد که سیستم‌عامل از آن‌ها برای تعامل با هسته استفاده می‌کند: برنامه‌هایی که عملیات ورودی/خروجی را انجام می‌دهند، ابزارهایی که برای دستکاری کردن و اداره کردن سیستم‌فایل مورد استفاده قرار می‌گیرند، نرم‌افزارهای کاربری و موارد دیگر.
هر فرایند در فضای کاربری در فضای حافظه مجازی مخصوص به خودش اجرا می‌شود. و تا وقتی که صراحتاً به آن اجازه داده نشود، نمی‌تواند به حافظه‌ای که مختص به فرایندهای دیگر است، دسترسی داشته باشد. این سناریو اساس کار اکثر سیستم‌عامل‌های امروزی برای حفاظت از حافظه و همین‌طور از جمله پیش‌نیازهای جداسازی امتیازی است. بر طبق امتیازات و اختیاراتی که فرایندها دارند، می‌توانند از هسته بخواهند که قسمتی از فضای آدرس یک فرایند دیگر را به فضای آدرس خودشان نگاشت (به انگلیسی: map) کند، مشابه کاری که دیباگرها انجام می‌دهند. فرایندها می‌توانند نواحی حافظه مشترک با دیگر فرایندها داشته باشند (یک ناحیه خاص از حافظه بین چند فرایند به اشتراک گذاشته شود)، هرچند که تکنیک‌های دیگری هم برای انجام ارتباطات بین-فرایندی وجود دارد.